# Muhamad Kaironnisam Sahabudin Hussain
Kaironnisam Sahabudin Hussain, né le 10 mai 1979 à Alor Star en Malaisie, est un footballeur international malaisien. Il évolue au poste de défenseur.

## Biographie

### Carrière en équipe nationale
Il participe à la Coupe d'Asie 2007 avec la Malaisie.

## Palmarès

### En club
- Perlis FA :
  - Champion de Malaisie en 2005.
  - Vainqueur de la Coupe de Malaisie en 2004.
  - Vainqueur de la Supercoupe de Malaisie en 2005.

- Felda United :
  - Champion de Malaisie de D2 en 2010.

## Statistiques

### Buts en sélection
Le tableau suivant liste les résultats de tous les buts inscrits par Kaironnisam Sahabudin Hussain avec l'équipe de Malaisie.